# Đại Ninh
Đại Ninh (chữ Hán giản thể:大宁县, âm Hán Việt: Đại Ninh huyện) là một huyện thuộc địa cấp thị Lâm Phần, tỉnh Sơn Tây, Cộng hòa Nhân dân Trung Hoa. Huyện Đại Ninh có diện tích 963 km², dân số năm 2002 là 60.000 người. Huyện Đại Ninh có 2 trấn và 8 hương.
- Trấn: Thành Quan, Khúc Nga.
- Hương: Tam Đa, Cát Mạch, Thái Đức, Từ Gia Đóa, Thái Cổ, Du Thôn, An Cổ, Nam Bảo.